# تپه شماره ۲ امامزاده اولیاء
تپه شماره ۲ امامزاده اولیاء مربوط به دوران پیش از تاریخ ایران باستان است و در شهرستان درگز، بخش چاپشلو، روستای امامزاده اولیاء واقع شده و این اثر در تاریخ ۱۰ دی ۱۳۸۱ با شمارهٔ ثبت ۶۷۲۱ به‌عنوان یکی از آثار ملی ایران به ثبت رسیده است.